# Fakr-ad-Din-Moschee

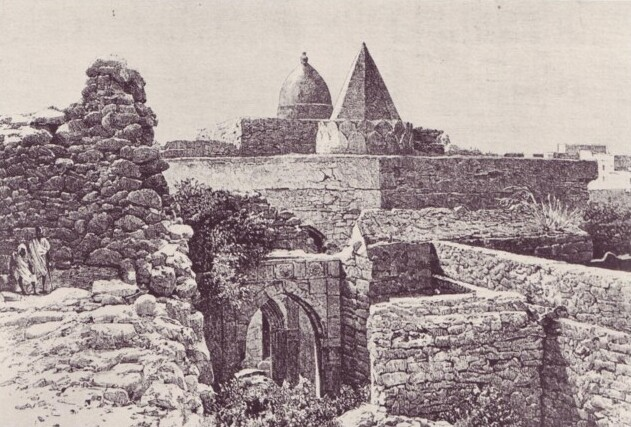
Die Fakr-ad-Din-Moschee, 1882

Die Fakr-ad-Din-Moschee (auch Fakhr al Din oder Fakhruddin geschrieben) ist die älteste Moschee von Mogadischu und eines der ältesten islamischen Bauwerke in Afrika. Sie befindet sich zwischen den heutigen Stadtteilen Hamar Weyne – dem ältesten Stadtteil – und Sheikh Muumin.
Die Fakr-ad-Din-Moschee wurde 1269 unter dem ersten Sultan von Mogadischu erbaut. Sie und der Husuni Kubwa-Palast von Kilwa Kisiwani, der ebenfalls dem Shirazi-Baustil zuzurechnen ist, sind die beiden ältesten erhaltenen Gebäude an der ostafrikanischen Küste.

## Architektur
Gebaut ist die Fakr-ad-Din-Moschee vorwiegend aus Korallen und indischem Marmor. Die Eingangsfassade hat drei Eingänge, von denen der mittlere am meisten geschmückt und mit einer Inschrift versehen ist. Hinter diesen befinden sich drei kleine Eingangsräume, in denen die rituelle Waschung vollzogen wird.
Durch weitere drei Türen – von denen wiederum die mittlere am ausgiebigsten verziert ist – gelangt man von den Waschungsräumen in einen schmalen Hof. Jenseits des Hofs ist eine Portikus, die etwa gleich viel Fläche wie der Hof einnimmt und die Vorderseite der Moschee bedeckt. Von der Portikus führt nochmals eine Auswahl von marmorgetäfelten Eingängen in den rechteckigen Gebetsraum.
Der Gebetsraum bietet für ostafrikanische Verhältnisse bemerkenswert viel Platz. Lediglich zwei vieleckige Säulen tragen die beiden längslaufenden Balken, die die hohe Decke stützen. Entlang des Hauptgebetsraumes verlaufen zwei Nebenräume.